# Forbasy
Forbasy (in ungherese Poprádfalu, in tedesco Forbs) è un comune della Slovacchia facente parte del distretto di Stará Ľubovňa, nella regione di Prešov.